# Служба религиозных новостей
Служба религиозных новостей (англ. Religion News Service, RNS) — информационное агентство, освещающее вопросы религии, этики, духовности и морали, публикует новости, информацию и комментарии о конфессиях и религиозных движениях для газет, журналов, вещательных организаций и религиозных изданий. Агентство было основано в 1934 году.

## История
Служба основана в 1934 году журналистом Луисом Мински как подразделение Национальной конференции христиан и евреев. Эверетт Клинчи был главным редактором и соучредителем.
Служба была приобретена агентством United Methodist Reporter в 1983 году. Перешла во владение Newhouse News Service в 1994 году. В 2011 году служба перешла под контроль Фонда религиозной журналистики (англ. Religion Newswriters Foundation).
В апреле 2015 года Католическое агентство новостей опубликовало статью, в которой сообщалось, что служба получила грант в размере 120 000 долларов от Arcus Foundation с заявленным намерением набрать и вооружить лидеров и защитников ЛГБТ, чтобы противостоять неприятию и антагонизму внутри традиционно консервативных христианских церквей, а также задалось вопросом, повлиял ли грант на предвзятое освещение службой новостей о традиционной религии. В ответ главный редактор службы Кевин Эксстрем отрицал, что грант оказал какое-либо влияние на редакционные решения службы.
В 2020-х годах темы службы включали вопросы свободы вероисповеданий и межрелигиозных конфликтов.